# Lucio Vitruvio Cerdón
Lucio Vitruvio Cerdón (en latín, Lucius Vitruvius Cerdo) fue un arquitecto romano. 

## Biografía
Su nombre aparece en una inscripción que dice L. Vitruvius L. l. Cerdo architectus dos veces repetida en el arco de los Gavios en Verona. Por las letras L. l. (Lucii libertus) se sabe que era un liberto. Su época no puede ser establecida de momento, pero quizá fue un liberto de la familia de Marco Vitruvio.